# Riforma di Hirsau
La Riforma di Hirsau fu un movimento riformista dell'XI e del XII secolo che riguardava la vita monastica benedettina. Essa fu l'elemento trainante della riforma cluniacense nei paesi di lingua tedesca, differenziandosi particolarmente tuttavia da quella nella forma organizzativa. 

## Sviluppo

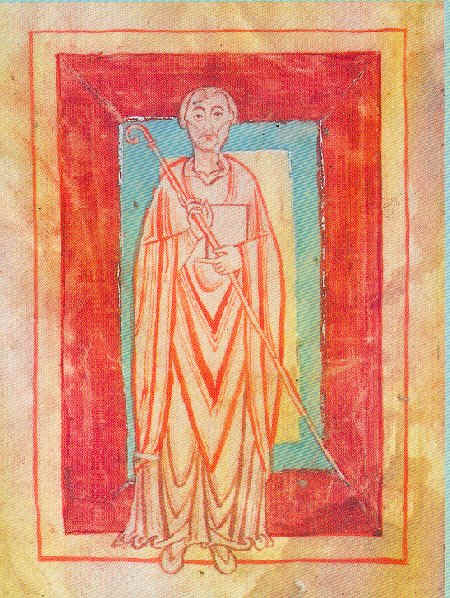
Guglielmo di Hirsau

In connessione con la riforma di Cluny e con la riforma papale dell'XI secolo, nacquero anche gli sforzi per le riforme in Germania. Questi provennero inizialmente da Siegburg, da Sankt Blasien e dall'abbazia di Hirsau.
Hirsau fu il primo, fondato nel 1059 su disposizioni di papa Leone IX. I primi monaci provenivano dall'Abbazia territoriale di Einsiedeln e portarono di là le idee per la riforma di Gorze. Sotto la direzione dell'abate Guglielmo di Hirsau lo stesso monastero di Hirsau divenne centro della riforma. Di là presero le mosse le riforme dei monasteri della Svevia, che si diffusero parimenti fin oltre Hessen, Bamberga, Magdeburgo o Corvey.
Il primo obiettivo di Guglielmo era l'affrancamento del monastero riguardo alla signoria dei conti di Calw e finalmente fu imposta nel 1075 la libertà di nomina dell'abate. Anche la nomina dello staff dell'abbazia solo all'interno del monastero fece seguito. Solamente il culto rimase di competenza episcopale. Fondamentalmente egli ottenne anche la libera scelta dei Vogt, ma dovette riconoscere che tale scelta doveva aver luogo entro le famiglie dei benefattori del monastero.
Qualche tempo dopo Guglielmo si allontanò dalla direzione di Gorze, volgendosi in direzione di Cluny. Sotto l'influenza di Ulrico di Zell, confidente dell'abate Guglielmo, furono redatte le Consuetudines Hirsaugienses. Queste si basavano in parte su suggerimenti formulati da Ugo di Cluny per Hirsau. Con questi il monastero subentrò a Cluny nella severità della vita monastica: il corso della giornata era rigidamente regolato, così come la liturgia e l'organizzazione della comunità monastica.
Da Hirsau furono riformati circa centoventi monasteri, ma a differenza di Cluny mancò la centralità del movimento. Questa era collegata solamente ad una comune costituzione, alla societas fraternitatis (fratellanza comunitaria) del monastero ed alla memoria dei defunti.
L'istituzione degli oblati, cioè l'accettazione dei fanciulli per l'indirizzamento ai voti, come era anche usuale a Cluny, fu abolita. Al suo posto divenne caratteristica l'accettazione dei "fratelli laici" (conversi). Questo distingue l'indirizzo della riforma di Hirsau da quella di Siegburg e da quella di Gorze.
Contro gli intendimenti originali, i diritti dei vescovi e dei Vogt non furono rigettati. Questo condusse al sostegno del movimento da parte dei nobili, che valutarono positivamente la mentalità liturgica dei monaci. In politica la riforma di Hirsau esercitò una sua influenza, per il fatto che stava dalla parte della riforma del papato. Nella lotta per le investiture essa prese univocamente le parti di papa Gregorio VII contro Enrico IV.
Già tuttavia nel XII secolo la riforma di Hirsau perse la sua forza di penetrazione.